# Marco Polo (producteur)
Pour les articles homonymes, voir Marco Polo (homonymie).
Marco Polo, de son vrai nom Marco Bruno, né à Toronto, en Ontario, est un rappeur et producteur de hip-hop canadien. 

## Biographie
Marco Bruno est originaire de Toronto, en Ontario, au Canada. Il s'inscrit dans une école d'ingénierie-son en 1999. Il s’exile à New York chez un ami dans le Queens pour développer sa carrière de producteur. Il enregistre en studio à Manhattan, puis joue des beats pour des artistes tels que Talib Kweli, Fat Joe, et Inspectah Deck. Il devient rapidement un des producteurs underground les plus populaires de l'East Coast. 
En 2004, il participe à la chanson Do It Man issue de l’album A Long Hot Summer de Masta Ace. Cette chanson lui donne l'occasion de devenir producteur au label indépendant Soulspazm, puis de créer des beats pour des rappeurs et groupes de renom comme Supernatural, Jean Grae, Immortal Technique, le Boot Camp Clik, et MC Rasco. Ce dernier publie le premier album de Marco Polo, un beat CD intitulé Canned Goods le 8 mars 2005 sur son label Pockets Linted. La même année, Marco Polo la quasi-totalité de l’album Orange Moon Over Brooklyn de Pumpkinhead. Son label Soulspazm conclut ensuite une autre coentreprise avec Rawkus Records. Le 15 mai 2007, Marco Polo publie son deuxième album, Port Authority. En 2009, il s'associe avec Torae pour la publication de l'album collaboratif Double Barrel le 2 juin, qui atteint la 23e place des Billboard Heatseekers. 

## Discographie

### Albums studio
- 2005 : Canned Goods
- 2007 : Port Authority
- 2013 : PA2: The Director's Cut

### Albums collaboratifs
- 2009 : Double Barrel (avec Torae)
- 2010 : The eXXecution (avec Ruste Juxx)
- 2012 : Per La Mia Gente (For My People) (avec Bassi Maestro et Ghemon Gilmar)
- 2013 : Seize the Day (avec Hannibal Stax)
- 2014 : Kartagina (avec O.S.T.R.)
- 2018 : A Breukelen Story (avec Masta Ace)

### Compilations
- 2007 : Newport Authority
- 2010 : The Stupendous Adventures of Marco Polo

### Mixtape
- 2013 : Newport Authority 2 (en téléchargement gratuit[6]